# Воспоминания об убийстве (фильм, 1990)
«Воспоминания об убийстве» (англ. Memories Of Murder) — американский телефильм 1990 года режиссёра Роберта Льюиса. Снят для телеканала Lifetime.

## Сюжет
Дженнифер (Нэнси Аллен) просыпается однажды утром и не может понять, где она находится. Два года назад она потеряла память, которая неожиданно вернулась к ней. За время амнезии у неё появился муж (Робин Томас), но сейчас ей кажется, что она совсем не любит его.
В спутанных воспоминаниях Дженнифер является женщина (Вэнити), которая, как ей кажется, совершила убийство. Но все попытки убедить в этом полицию безуспешны, все принимают Дженнифер за сумасшедшую.
Таинственная женщина из прошлого начинает преследовать Дженнифер и её семью, пытаясь окончательно свести её с ума…

## В ролях
- Нэнси Аллен — Дженнифер/Кори
- Робин Томас — Майкл
- Вэнити — Кармен
- Оливия Браун — Бренда
- Дон С. Дэвис
- Линда Дарлоу
- Вина Суд
- Робин Симонс — Эми
- Джером Иден — продавец

## Интересные факты
- Канадская певица Вэнити, сыгравшая убийцу, постоянно переодевается, преследуя персонажа Нэнси Аллен. В одной из сцен её можно увидеть с прической и макияжем, деляющими её необыкновенно похожей на певца Принса. По одной из версий, Принс дал ей сценический псевдоним (англ. Vanity — самолюбие), потому что видел в ней женскую версию себя самого.